# 奧吉爾維爾 (印地安納州)
奧吉爾維爾（英語：Ogilville）是位於美國印地安納州巴塞洛繆縣的一個非建制地區。該地的面積和人口皆未知。

## 地理
奧吉爾維爾的座標為39°07′33″N 86°00′55″W / 39.12583°N 86.01528°W，而該地的平均海拔高度為193米（即633英尺）。